# 约瑟夫·伊格纳齐·克拉舍夫斯基

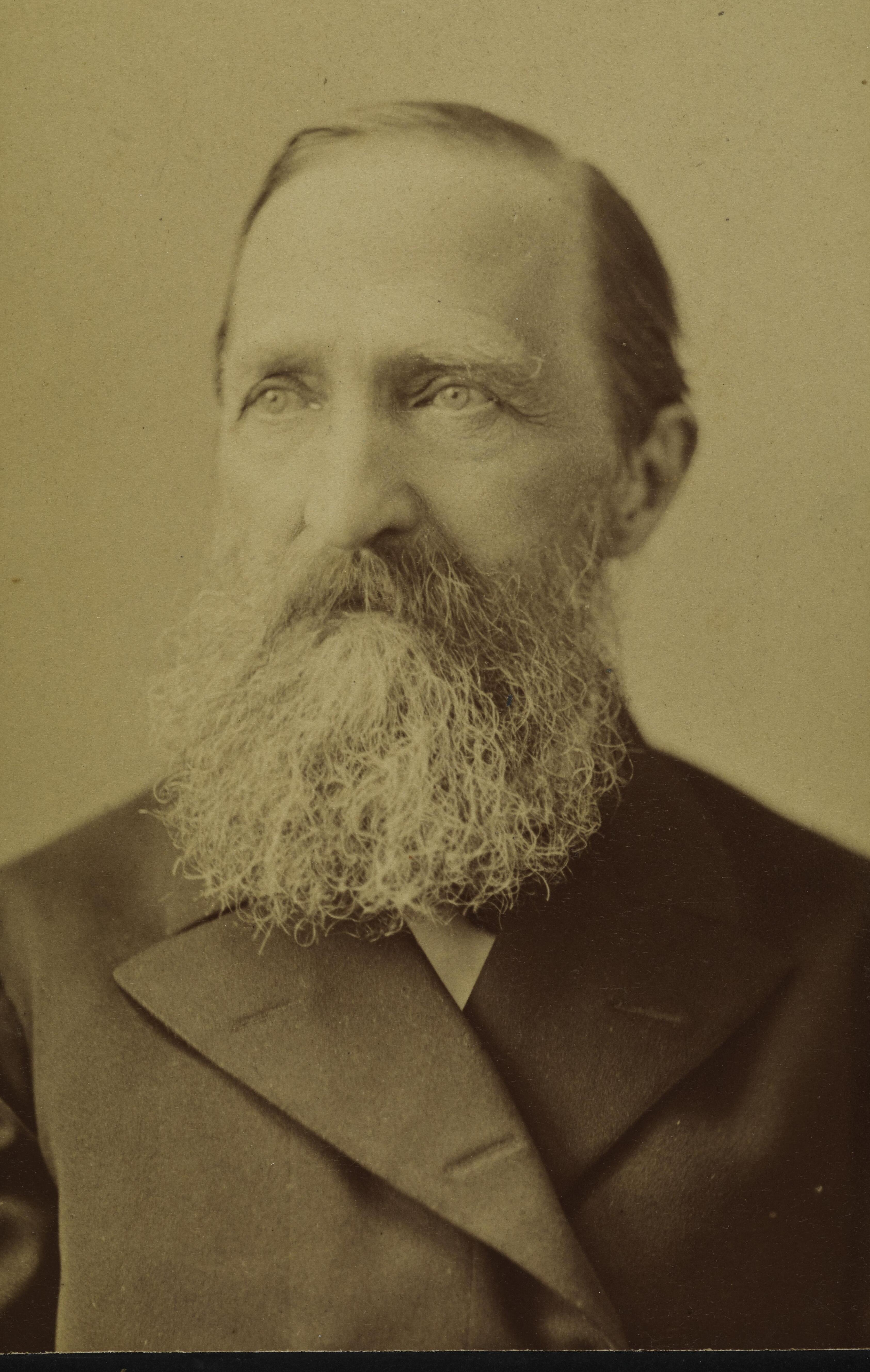
约瑟夫·伊格纳齐·克拉舍夫斯基

约瑟夫·伊格纳齐·克拉舍夫斯基 （1812年7月28日 - 1887年3月19日）是波兰小說家、新聞工作者、历史学家、出版商、画家和音乐家。克拉舍夫斯基一生共寫了200多部長篇小說和数百篇中篇小说、短篇小说和艺术评论。
他出生于华沙的一个贵族家庭，他支持波兰独立，曾参与十一月起义。他最終在日内瓦去世。